# Region Altai
Koordinaten: 52° 30′ N, 82° 30′ O
Die Region Altai (russisch Алтайский край Altaiski krai) – nicht zu verwechseln mit der kleineren, autonomen Republik Altai im Südosten – ist eine Verwaltungsregion (Krai) in Russland.

## Geographie
Die Region liegt im südlichen Sibirien am Oberlauf des Ob. Sie grenzt im Süden an Kasachstan und im Südosten an die Republik Altai. Sie umfasst die westlichen Ausläufer des Altaigebirges und greift im Westen in das Westsibirische Tiefland über.

## Geschichte
Die Geschichte der russischen Besiedlung der Region begann in der zweiten Hälfte des 17. Jahrhunderts. Die Russen machen heute den überwiegenden Teil der Bevölkerung aus. In der Kulunda-Steppe, nahe der Grenze zu Kasachstan, wurde 1991 der Deutsche Nationalkreis Halbstadt gegründet, der der dort überwiegenden deutschstämmigen Bevölkerung eine Alternative zur Ausreise nach Deutschland bieten sollte. Heute sind jedoch die meisten Russlanddeutschen, deren Vorfahren hier um 1900 mehrere deutsche Siedlungen gegründet hatten oder während des Zweiten Weltkrieges aus den Wolgagebieten zwangsumgesiedelt worden waren, aus dem Nationalkreis nach Deutschland ausgewandert. Sie wurden nur teilweise durch deutschstämmige Umsiedler, die meist kein Deutsch mehr sprechen, aus anderen Regionen der ehemaligen Sowjetunion ersetzt.

## Wirtschaft
In der Region gibt es zahlreiche Bodenschätze wie Blei, Eisenerz oder Mangan. Wichtige Industriezweige sind die Metallverarbeitung, die chemische und die Lebensmittelindustrie. Es laufen Versuche, dem Tourismus in der Region einen höheren Stellenwert zu geben.

## Verwaltungsgliederung und Städte
Die Region Altai gliedert sich in 60 Rajons und 12 der Regionsverwaltung direkt unterstellte Städte bzw. Siedlungen städtischen Typs.
Verwaltungszentrum ist Barnaul, weitere Großstädte sind Bijsk und Rubzowsk. Überregional bekannt sind auch das historische Bergbauzentrum Smeinogorsk und der Kurort Belokuricha. Insgesamt gibt es in der Region zwölf Städte und sechs Siedlungen städtischen Typs.

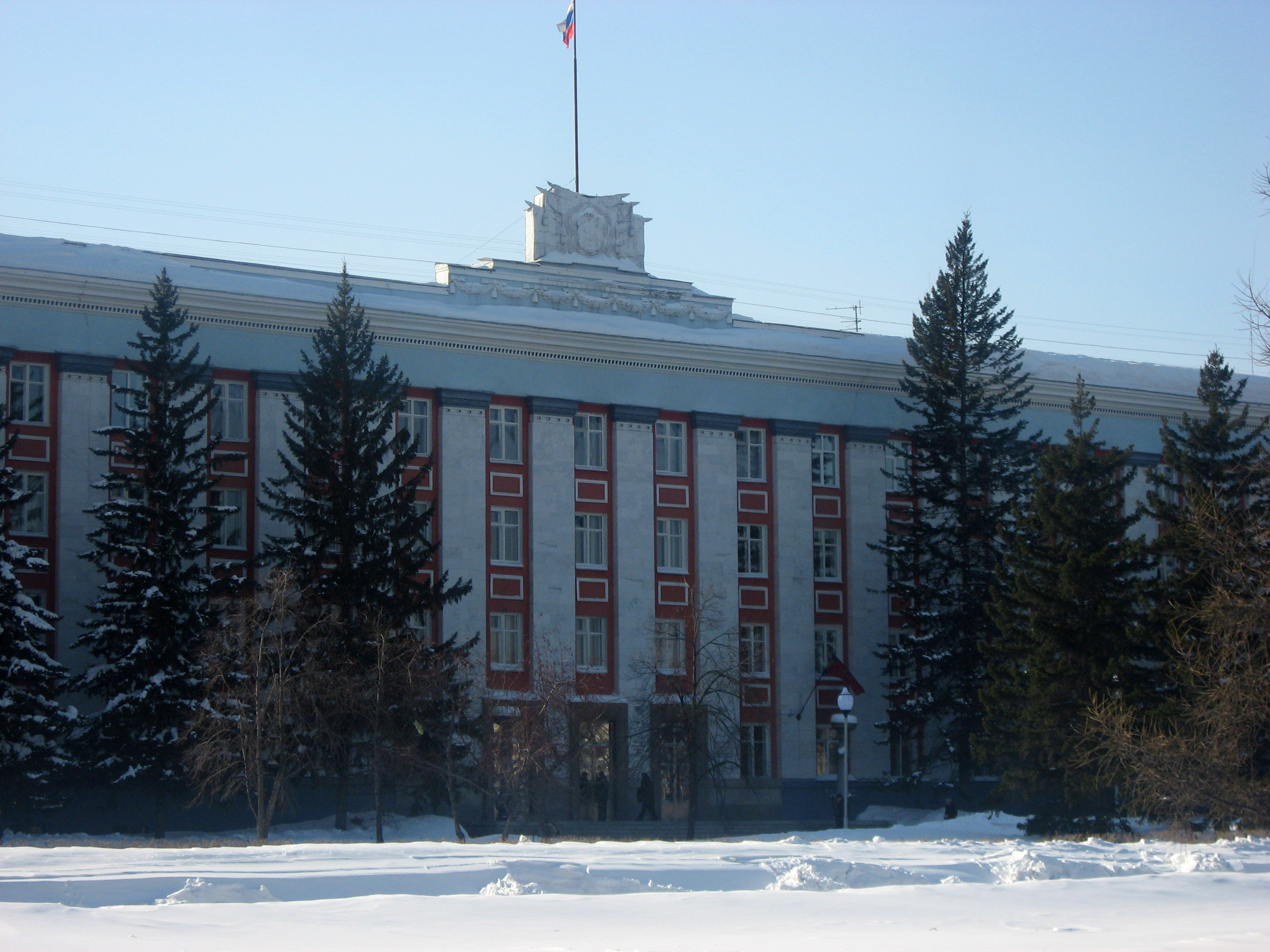
Gebäude der Gebietsverwaltung in Barnaul

| Name        | Russisch      | Einwohner (14. Oktober 2010) |
| ----------- | ------------- | ---------------------------- |
| Barnaul     | Барнаул       | 612.401                      |
| Bijsk       | Бийск         | 210.115                      |
| Rubzowsk    | Рубцовск      | 147.002                      |
| Nowoaltaisk | Новоалтайск   | 70.437                       |
| Sarinsk     | Заринск       | 48.461                       |
| Kamen am Ob | Камень-на-Оби | 43.888                       |
| Slawgorod   | Славгород     | 32.389                       |

## Religion
Für die katholische Minderheit unterhält das Bistum Nowosibirsk Pfarreien in Barnaul, Nowoaltaisk, Bijsk, Talmenka, Slawgorod und Schumanowka.